# Liste der Wappen in Augsburg
Die Liste der Wappen in Augsburg zeigt die Wappen in der bayerischen Stadt Augsburg.

## Augsburg

Stadt Augsburg In von Rot und Silber gespaltenem Schild eine grüne Zirbelnuss auf goldenem Kapitell, das mit einem gekrönten Köpfchen belegt ist.

- Stadt
Augsburg
In von Rot und Silber gespaltenem Schild eine grüne Zirbelnuss auf goldenem Kapitell, das mit einem gekrönten Köpfchen belegt ist.

## Ehemalige Gemeinden mit eigenem Wappen

Gemeinde Bergheim Auf gelbem Grund zeichnet sich die blau dargestellte Burg mit drei Zinnen ab. Im Vordergrund sind zwei gekreuzte Morgensterne dargestellt.
Stadt Göggingen Gespalten von Grün und Rot; vorne ein silberner Quaderturm, hinten übereinander acht schräglinks mit der Spitze nach abwärts gelegte blanke Schwerter.
Stadt Haunstetten Geteilt und unten gespalten; oben in Blau ein springendes silbernes Pferd, unten links in Schwarz ein goldenes Kleeblattkreuz, rechts in Silber ein rotes Zahnrad.
Gemeinde Inningen Über drei, eins zu zwei gestellten und von Silber und Rot gespaltenen Backsteinen, gespalten von Rot und Silber, vorne ein goldenes Kleeblattkreuz, hinten der rote Großbuchstaben M.
Stadt Lechhausen Geteilt; oben in Rot ein silberner Schrägfluss, unten in Blau auf grünem Boden ein silbernes zweigeschossiges Haus mit roten Dächern.
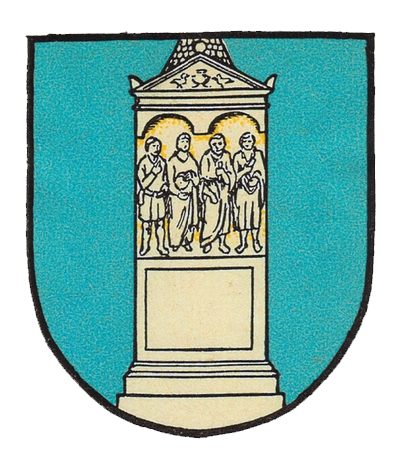
Markt Oberhausen Gespaltenes Schild mit blauem Hintergrund und einem silbernen Römerstein im Vordergrund.